# 万田さざめ
万田 さざめ（まんだ さざめ、1970年12月14日 - ）は日本の男性声優、ナレーター、タレント。香川県出身。以前はキャラに所属していた。

## 出演作品

### ゲーム
- ロックマンX8（2005年、バンブー・パンデモニウム）

### ナレーション
- 播州の秋まつりシリーズ
- 大宮八幡宮
- ヴィッセル神戸
- 真弓&勝成のExpert GOLF - サンテレビ[1]

### CM
- お仏壇の素心